# Fußball-Weltmeisterschaft 2014/Gruppe B
| Pl. | Land        | Sp. | S | U | N | Tore    | Diff. | Punkte |
| --- | ----------- | --- | - | - | - | ------- | ----- | ------ |
| 1.  | Niederlande | 3   | 3 | 0 | 0 | 010:300 | +7    | 09     |
| 2.  | Chile       | 3   | 2 | 0 | 1 | 005:300 | +2    | 06     |
| 3.  | Spanien     | 3   | 1 | 0 | 2 | 004:700 | −3    | 03     |
| 4.  | Australien  | 3   | 0 | 0 | 3 | 003:900 | −6    | 0      |

Gruppe B der Fußball-Weltmeisterschaft 2014:

## Spanien – Niederlande 1:5 (1:1)
| Spanien                                                                    | Spanien | Niederlande | Niederlande | Aufstellung                           |
| -------------------------------------------------------------------------- | --- | --- | ----------- | ------------------------------------- |
| Spanien                                                                    | \| 1. Spieltag \| \| 13. Juni 2014 um 16:00 Uhr (21:00 Uhr MESZ) in Salvador (Arena Fonte Nova) \| \| Zuschauer: 48.173 \| \| Schiedsrichter: Nicola Rizzoli ( Italien) \| \| Spielbericht \|                                                   | \| 1. Spieltag \| \| 13. Juni 2014 um 16:00 Uhr (21:00 Uhr MESZ) in Salvador (Arena Fonte Nova) \| \| Zuschauer: 48.173 \| \| Schiedsrichter: Nicola Rizzoli ( Italien) \| \| Spielbericht \|                                                                                     | Niederlande | Aufstellung Spanien gegen Niederlande |
| Spanien                                                                    | Iker Casillas – César Azpilicueta, Gerard Piqué, Sergio Ramos, Jordi Alba – Xavi, Sergio Busquets, Xabi Alonso (63. Pedro) – David Silva (78. Cesc Fàbregas), Diego Costa (63. Fernando Torres), Andrés Iniesta Cheftrainer: Vicente del Bosque | Jasper Cillessen – Ron Vlaar, Stefan de Vrij (77. Joël Veltman), Bruno Martins Indi – Daryl Janmaat, Daley Blind – Jonathan de Guzmán (62. Georginio Wijnaldum), Nigel de Jong – Wesley Sneijder – Robin van Persie (79. Jeremain Lens), Arjen Robben Cheftrainer: Louis van Gaal | Niederlande | Aufstellung Spanien gegen Niederlande |
| Spanien                                                                    | 1:0 Alonso (27., Foulelfmeter) | 1:1 van Persie (44.) 1:2 Robben (53.) 1:3 de Vrij (64.) 1:4 van Persie (72.) 1:5 Robben (80.) | Niederlande | Aufstellung Spanien gegen Niederlande |
| Spanien                                                                    | Casillas (65.) | de Guzmán (25.), de Vrij (41.), van Persie (66.) | Niederlande | Aufstellung Spanien gegen Niederlande |
| Spanien                                                                    | Man of the Match: Robin van Persie (Niederlande) | | Niederlande | Aufstellung Spanien gegen Niederlande |
| 1. Spieltag                                                                | | |             |                                       |
| 13. Juni 2014 um 16:00 Uhr (21:00 Uhr MESZ) in Salvador (Arena Fonte Nova) | | |             |                                       |
| Zuschauer: 48.173                                                          | | |             |                                       |
| Schiedsrichter: Nicola Rizzoli ( Italien)                                  | | |             |                                       |
| Spielbericht                                                               | | |             |                                       |

Bemerkungen:
- Höchste Niederlage eines amtierenden Weltmeisters.

## Chile – Australien 3:1 (2:1)
| Chile                                                                            | Chile | Australien | Australien | Aufstellung                        |
| -------------------------------------------------------------------------------- | --- | --- | ---------- | ---------------------------------- |
| Chile                                                                            | \| 1. Spieltag \| \| 13. Juni 2014 um 18:00 Uhr (14. Juni, 00:00 Uhr MESZ) in Cuiabá (Arena Pantanal) \| \| Zuschauer: 40.275 \| \| Schiedsrichter: Noumandiez Doué ( Elfenbeinküste) \| \| Spielbericht \|                                                                          | \| 1. Spieltag \| \| 13. Juni 2014 um 18:00 Uhr (14. Juni, 00:00 Uhr MESZ) in Cuiabá (Arena Pantanal) \| \| Zuschauer: 40.275 \| \| Schiedsrichter: Noumandiez Doué ( Elfenbeinküste) \| \| Spielbericht \|                                                  | Australien | Aufstellung Chile gegen Australien |
| Chile                                                                            | Claudio Bravo – Mauricio Isla, Gary Medel, Gonzalo Jara, Eugenio Mena – Charles Aránguiz, Marcelo Díaz, Arturo Vidal (60. Felipe Gutiérrez) – Alexis Sánchez, Jorge Valdivia (68. Jean Beausejour), Eduardo Vargas (87. Mauricio Pinilla) Cheftrainer: Jorge Sampaoli ( Argentinien) | Mathew Ryan – Ivan Franjic (49. Ryan McGowan), Alex Wilkinson, Matthew Spiranovic, Jason Davidson – Mile Jedinak , Mark Milligan – Mathew Leckie, Mark Bresciano (78. James Troisi), Tommy Oar (69. Ben Halloran) – Tim Cahill Cheftrainer: Ange Postecoglou | Australien | Aufstellung Chile gegen Australien |
| Chile                                                                            | 1:0 Sánchez (12.) 2:0 Valdivia (14.) 3:1 Beausejour (90.+2') | 2:1 Cahill (35.) | Australien | Aufstellung Chile gegen Australien |
| Chile                                                                            | Aranguiz (86.) | Cahill (44.), Jedinak (58.), Milligan (68.) | Australien | Aufstellung Chile gegen Australien |
| Chile                                                                            | Man of the Match: Alexis Sánchez (Chile) | | Australien | Aufstellung Chile gegen Australien |
| 1. Spieltag                                                                      | | |            |                                    |
| 13. Juni 2014 um 18:00 Uhr (14. Juni, 00:00 Uhr MESZ) in Cuiabá (Arena Pantanal) | | |            |                                    |
| Zuschauer: 40.275                                                                | | |            |                                    |
| Schiedsrichter: Noumandiez Doué ( Elfenbeinküste)                                | | |            |                                    |
| Spielbericht                                                                     | | |            |                                    |

## Australien – Niederlande 2:3 (1:1)
| Australien                                                                      | Australien | Niederlande | Niederlande | Aufstellung                              |
| ------------------------------------------------------------------------------- | --- | --- | ----------- | ---------------------------------------- |
| Australien                                                                      | \| 2. Spieltag \| \| 18. Juni 2014 um 13:00 Uhr (18:00 Uhr MESZ) in Porto Alegre (Estádio Beira-Rio) \| \| Zuschauer: 42.877 \| \| Schiedsrichter: Djamel Haimoudi ( Algerien) \| \| Spielbericht \|                                                        | \| 2. Spieltag \| \| 18. Juni 2014 um 13:00 Uhr (18:00 Uhr MESZ) in Porto Alegre (Estádio Beira-Rio) \| \| Zuschauer: 42.877 \| \| Schiedsrichter: Djamel Haimoudi ( Algerien) \| \| Spielbericht \|                                                                                  | Niederlande | Aufstellung Australien gegen Niederlande |
| Australien                                                                      | Mathew Ryan – Ryan McGowan, Alex Wilkinson, Matthew Spiranovic, Jason Davidson – Mile Jedinak , Matt McKay – Mathew Leckie, Mark Bresciano (51. Oliver Bozanic), Tommy Oar (77. Adam Taggart) – Tim Cahill (69. Ben Halloran) Cheftrainer: Ange Postecoglou | Jasper Cillessen – Ron Vlaar, Stefan de Vrij, Bruno Martins Indi (45.+3' Memphis Depay) – Daryl Janmaat, Daley Blind – Jonathan de Guzmán (78. Georginio Wijnaldum), Nigel de Jong – Wesley Sneijder – Arjen Robben, Robin van Persie (87. Jeremain Lens) Cheftrainer: Louis van Gaal | Niederlande | Aufstellung Australien gegen Niederlande |
| Australien                                                                      | 1:1 Cahill (22.) 2:1 Jedinak (54., Handelfmeter) | 0:1 Robben (20.) 2:2 van Persie (57.) 2:3 Depay (69.) | Niederlande | Aufstellung Australien gegen Niederlande |
| Australien                                                                      | Cahill (43.) | van Persie (47.) | Niederlande | Aufstellung Australien gegen Niederlande |
| Australien                                                                      | Man of the Match: Arjen Robben (Niederlande) | | Niederlande | Aufstellung Australien gegen Niederlande |
| 2. Spieltag                                                                     | | |             |                                          |
| 18. Juni 2014 um 13:00 Uhr (18:00 Uhr MESZ) in Porto Alegre (Estádio Beira-Rio) | | |             |                                          |
| Zuschauer: 42.877                                                               | | |             |                                          |
| Schiedsrichter: Djamel Haimoudi ( Algerien)                                     | | |             |                                          |
| Spielbericht                                                                    | | |             |                                          |

## Spanien – Chile 0:2 (0:2)
| Spanien                                                                  | Spanien | Chile | Chile | Aufstellung                     |
| ------------------------------------------------------------------------ | --- | --- | ----- | ------------------------------- |
| Spanien                                                                  | \| 2. Spieltag \| \| 18. Juni 2014 um 16:00 Uhr (21:00 Uhr MESZ) in Rio de Janeiro (Maracanã) \| \| Zuschauer: 74.101 \| \| Schiedsrichter: Mark Geiger ( Vereinigte Staaten) \| \| Spielbericht \|                                               | \| 2. Spieltag \| \| 18. Juni 2014 um 16:00 Uhr (21:00 Uhr MESZ) in Rio de Janeiro (Maracanã) \| \| Zuschauer: 74.101 \| \| Schiedsrichter: Mark Geiger ( Vereinigte Staaten) \| \| Spielbericht \|                                                                                | Chile | Aufstellung Spanien gegen Chile |
| Spanien                                                                  | Iker Casillas – César Azpilicueta, Javi Martínez, Sergio Ramos, Jordi Alba – Sergio Busquets, Xabi Alonso (46. Koke) – David Silva, Andrés Iniesta, Pedro (76. Santi Cazorla) – Diego Costa (64. Fernando Torres) Cheftrainer: Vicente del Bosque | Claudio Bravo – Mauricio Isla, Gary Medel, Gonzalo Jara, Eugenio Mena – Charles Aránguiz (64. Felipe Gutiérrez), Marcelo Díaz, Arturo Vidal (88. Carlos Carmona), Francisco Silva – Alexis Sánchez, Eduardo Vargas (85. Jorge Valdivia) Cheftrainer: Jorge Sampaoli ( Argentinien) | Chile | Aufstellung Spanien gegen Chile |
| Spanien                                                                  | 0:1 Vargas (20.) 0:2 Aránguiz (43.) | | Chile | Aufstellung Spanien gegen Chile |
| Spanien                                                                  | Alonso (41.) | Vidal (26.), Mena (61.) | Chile | Aufstellung Spanien gegen Chile |
| Spanien                                                                  | Man of the Match: Eduardo Vargas (Chile) | | Chile | Aufstellung Spanien gegen Chile |
| 2. Spieltag                                                              | | |       |                                 |
| 18. Juni 2014 um 16:00 Uhr (21:00 Uhr MESZ) in Rio de Janeiro (Maracanã) | | |       |                                 |
| Zuschauer: 74.101                                                        | | |       |                                 |
| Schiedsrichter: Mark Geiger ( Vereinigte Staaten)                        | | |       |                                 |
| Spielbericht                                                             | | |       |                                 |

## Australien – Spanien 0:3 (0:1)
| Australien                                                                 | Australien | Spanien | Spanien | Aufstellung                          |
| -------------------------------------------------------------------------- | --- | --- | ------- | ------------------------------------ |
| Australien                                                                 | \| 3. Spieltag \| \| 23. Juni 2014 um 13:00 Uhr (18:00 Uhr MESZ) in Curitiba (Arena da Baixada) \| \| Zuschauer: 39.375 \| \| Schiedsrichter: Nawaf Shukralla ( Bahrain) \| \| Spielbericht \|                                                                | \| 3. Spieltag \| \| 23. Juni 2014 um 13:00 Uhr (18:00 Uhr MESZ) in Curitiba (Arena da Baixada) \| \| Zuschauer: 39.375 \| \| Schiedsrichter: Nawaf Shukralla ( Bahrain) \| \| Spielbericht \|                                         | Spanien | Aufstellung Australien gegen Spanien |
| Australien                                                                 | Mathew Ryan – Ryan McGowan, Alex Wilkinson, Matthew Spiranovic, Jason Davidson – Mile Jedinak , Matt McKay – Mathew Leckie, Oliver Bozanic (72. Mark Bresciano), Tommy Oar (61. James Troisi) – Adam Taggart (46. Ben Halloran) Cheftrainer: Ange Postecoglou | Pepe Reina – Juanfran, Raúl Albiol, Sergio Ramos , Jordi Alba – Xabi Alonso (83. David Silva), Koke – Santi Cazorla (68. Cesc Fàbregas), Andrés Iniesta, David Villa (56. Juan Mata) – Fernando Torres Cheftrainer: Vicente del Bosque | Spanien | Aufstellung Australien gegen Spanien |
| Australien                                                                 | 0:1 Villa (36.) 0:2 Torres (69.) 0:3 Mata (82.) | | Spanien | Aufstellung Australien gegen Spanien |
| Australien                                                                 | Spiranovic (88.), Jedinak (90.+2') | Ramos (62.) | Spanien | Aufstellung Australien gegen Spanien |
| Australien                                                                 | Man of the Match: David Villa (Spanien) | | Spanien | Aufstellung Australien gegen Spanien |
| 3. Spieltag                                                                | | |         |                                      |
| 23. Juni 2014 um 13:00 Uhr (18:00 Uhr MESZ) in Curitiba (Arena da Baixada) | | |         |                                      |
| Zuschauer: 39.375                                                          | | |         |                                      |
| Schiedsrichter: Nawaf Shukralla ( Bahrain)                                 | | |         |                                      |
| Spielbericht                                                               | | |         |                                      |

## Niederlande – Chile 2:0 (0:0)
| Niederlande                                                                  | Niederlande | Chile | Chile | Aufstellung                         |
| ---------------------------------------------------------------------------- | --- | --- | ----- | ----------------------------------- |
| Niederlande                                                                  | \| 3. Spieltag \| \| 23. Juni 2014 um 13:00 Uhr (18:00 Uhr MESZ) in São Paulo (Arena Corinthians) \| \| Zuschauer: 62.996 \| \| Schiedsrichter: Bakary Gassama ( Gambia) \| \| Spielbericht \|                                                                   | \| 3. Spieltag \| \| 23. Juni 2014 um 13:00 Uhr (18:00 Uhr MESZ) in São Paulo (Arena Corinthians) \| \| Zuschauer: 62.996 \| \| Schiedsrichter: Bakary Gassama ( Gambia) \| \| Spielbericht \|                                                                                          | Chile | Aufstellung Niederlande gegen Chile |
| Niederlande                                                                  | Jasper Cillessen – Ron Vlaar, Stefan de Vrij – Daryl Janmaat, Daley Blind – Georginio Wijnaldum, Nigel de Jong – Wesley Sneijder (75. Leroy Fer), Dirk Kuyt (89. Terence Kongolo) – Arjen Robben , Jeremain Lens (69. Memphis Depay) Cheftrainer: Louis van Gaal | Claudio Bravo – Mauricio Isla, Gary Medel, Gonzalo Jara, Eugenio Mena – Charles Aránguiz, Marcelo Díaz, Felipe Gutiérrez (46. Jean Beausejour), Francisco Silva (70. Jorge Valdivia) – Alexis Sánchez, Eduardo Vargas (81. Mauricio Pinilla) Cheftrainer: Jorge Sampaoli ( Argentinien) | Chile | Aufstellung Niederlande gegen Chile |
| Niederlande                                                                  | 1:0 Fer (77.) 2:0 Depay (90.+2') | | Chile | Aufstellung Niederlande gegen Chile |
| Niederlande                                                                  | Blind (64.) | Silva (25.) | Chile | Aufstellung Niederlande gegen Chile |
| Niederlande                                                                  | Man of the Match: Arjen Robben (Niederlande) | | Chile | Aufstellung Niederlande gegen Chile |
| 3. Spieltag                                                                  | | |       |                                     |
| 23. Juni 2014 um 13:00 Uhr (18:00 Uhr MESZ) in São Paulo (Arena Corinthians) | | |       |                                     |
| Zuschauer: 62.996                                                            | | |       |                                     |
| Schiedsrichter: Bakary Gassama ( Gambia)                                     | | |       |                                     |
| Spielbericht                                                                 | | |       |                                     |